# Реліктовий ліс Лом
Реліктовий ліс Лом (серб. Прашума Лом) — природоохоронна територія в Боснії і Герцеговині. Знаходиться на території громад Істочні-Дрвар і Петровац у Республіці Сербській. Займає площу 297,8 га.
Заповідник створений у 1956 році, хоча територія охороняється з 1905 року. 2013 року влада Республіки Сербської ухвалила рішення створити тут природну резервацію. Відповідну постанову очільник Уряду Республіки Сербської Желька Цвиянович підписала 18 квітня 2013 року. за охороною лісу стежить підприємство «Оштрељ — Дрініћ» з Петроваца. Флора лісу представлена, в основному, буком і ялиною.
Частина лісу постраждала в роки війни в Боснії і Герцеговині. Заповідник знаходиться в районі гори Клековача. У лісі є два джерела та кілька печер. У деяких печерах постйно є сніг і лід.